# Žabovřesky (okres České Budějovice)
Obec Žabovřesky (německy Schabowres) se nachází v okrese České Budějovice, kraj Jihočeský, zhruba 11 km zsz. od Českých Budějovic. Leží v Českobudějovické pánvi (podcelek Blatská pánev, okrsek Zlivská pánev); územím obce protéká Dehtářský potok. Žije zde 439 obyvatel.

## Části obce

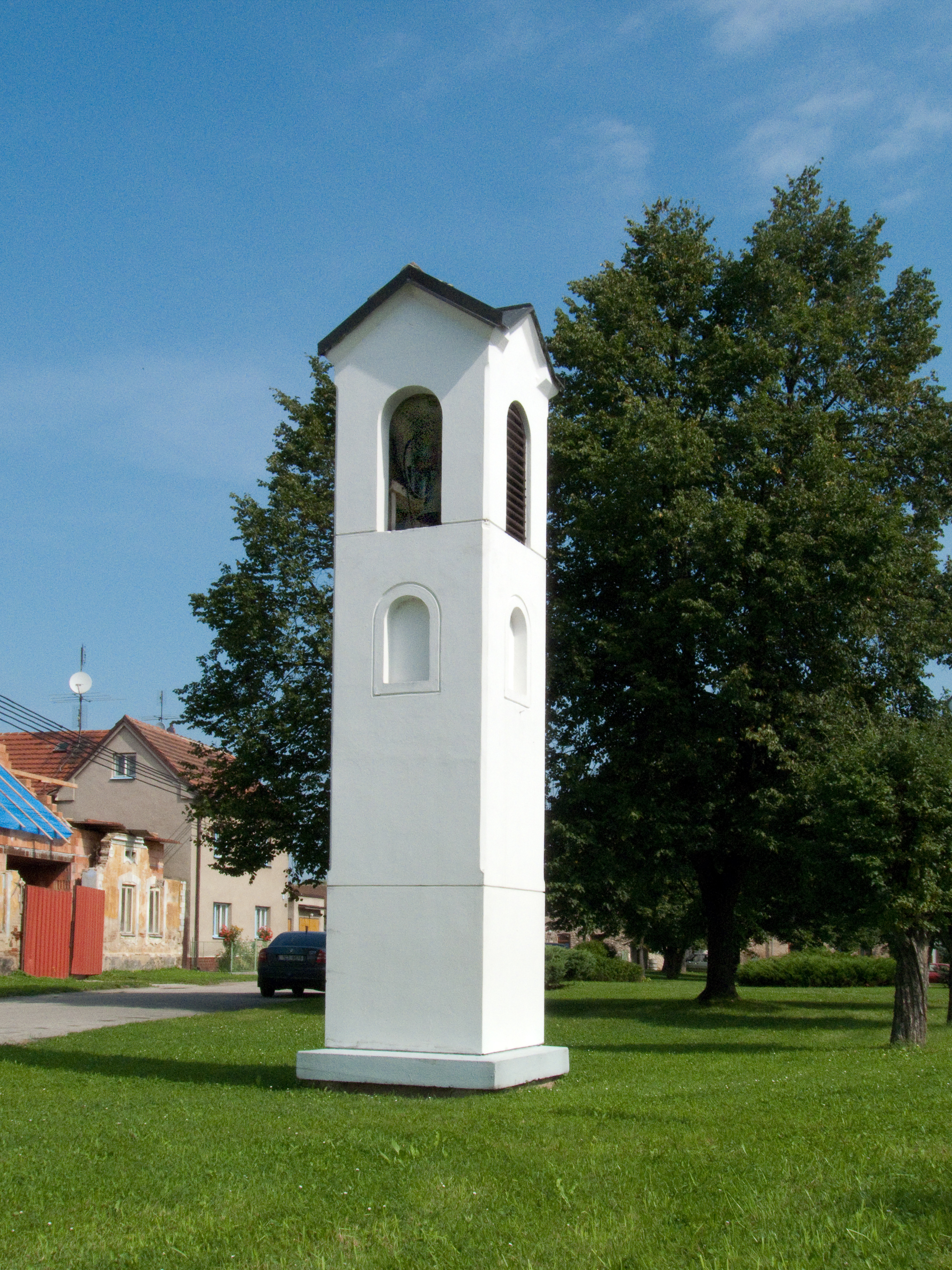
Zvonička

Obec Žabovřesky se skládá ze dvou částí na dvou katastrálních územích.
- Žabovřesky (k. ú. Žabovřesky u Českých Budějovic)
- Dehtáře (k. ú. Dehtáře u Českých Budějovic)

## Historie
První písemná zmínka o obou částech obce se vyskytuje ve smlouvě z roku 1334, v níž král Jan Lucemburský dává Petrovi z Rožmberka vsi Žabovřesky (Zabobrziek), Dehtáře (Dehtars) a Radošovice coby vyrovnání za hrad Janovice nad Úhlavou.
Od roku 1850 byly Žabovřesky samostatnou obcí. V letech 1943–1945 patřily pod obec osady Jaronice a Dehtáře. Dne 12. června 1960 byly opět připojeny Dehtáře a s nimi i Břehov. Od roku 1985 byly součástí obce i Radošovice, Tupesy a Strýčice. Dne 23. listopadu 1990 se pak osamostatnily Radošovice s osadou Tupesy, Strýčice a Břehov.

## Pamětihodnosti
- Kaplička svatého Jana Nepomuckého, výklenková, z počátku 19. století
- Zvonička na návsi
- Křížek před býv. zdravotním střediskem
- Pomník padlým ve světových válkách

## Příroda
Na území obce je ptačí oblast Dehtář (kód lokality CZ0311038).